# Електричне профілювання
Електри́чне профілюва́ння (рос. электрическое профилирование, англ. electric profiling, нім. elektrisches Profilieren n) — електропрофілювання — спосіб виконання електророзвідувальних робіт, при якому електророзвідувальна установка після кожного вимірювання переміщається на певну відстань (крок профілювання) вздовж профілю і глибинність дослідження зберігається приблизно однаковою для всіх точок площі, яка досліджується.
У залежності від параметрів електромагнітного поля, розрізняють:
- опору методи,
- поляризації методи,
- індуктивні методи електророзвідки і
- радіохвильові методи розвідки.

Результати електропрофілювання зображуються у вигляді графіків або карт ізоліній компонентів електромагнітного поля, які вимірюють вздовж профілю.
Основна галузь застосування електропрофілювання — геологічне картування і пошук родовищ корисних копалин, рідше електропрофілювання використовують на етапі експлуатації розвідки у гірничих виробках і кар'єрах для технологічного картування руд і пошуків нових рудних тіл у проміжках між уже виробленими, а також при вирішенні інженерно-геологічних і гідрогеологічних задач.